# Papilio plagiatus
Espèce
Papilio plagiatus est une espèce de lépidoptères (papillons) de la famille des Papilionidae. Cette espèce est présente dans l'écozone afrotropicale : au Nigéria (est), au Cameroun, en République centrafricaine, en République démocratique du Congo (Mongala, Uele, Ituri), au Soudan (sud) et en Ouganda.

## Description
Papilio plagiatus ressemble beaucoup à Papilio cynorta, mais le mâle a des bandes discales blanc pur, sans traces d'ivoire, et les motifs de la femelle sont un peu différents. 
Il y a un net dimorphisme sexuel. À l'avers les ailes du mâle sont noires ou marron foncé. Les ailes antérieures portent une large bande blanche traversée de veines sombres et une macule blanche à l'apex. Les ailes postérieures portent une bande blanche discale. Au revers les ailes sont un peu plus claires. Les ailes antérieures portent les mêmes motifs. Les ailes postérieures ont des veines noires et des traits noirs entre les veines, la base est orangée avec deux points noirs, la bande blanche dicale a des contours plus floues et est traversée de veines noires.
La femelle imite les espèces du genre Acraea, telles que Acraea macaria et Acraea alcinoe. À l'avers les ailes sont marron foncé. Les ailes antérieures portent une large macule blanche et une série de très petites macules blanches submarginales. Les ailes postérieures sont marron foncé à la base et dans la marge et crème dans la partie discale. Elles ont des veines noires bien marquées ainsi que des traits noirs entre les veines. Au revers les ailes sont plus claires. Les ailes antérieures portent les mêmes motifs qu'à l'avers. Les ailes postérieures ont des motifs similaires à ceux de l'avers mais la base est nettement orangée et porte deux points noirs,.

Chez les deux sexes le corps est noir et le thorax porte des macules blanches.

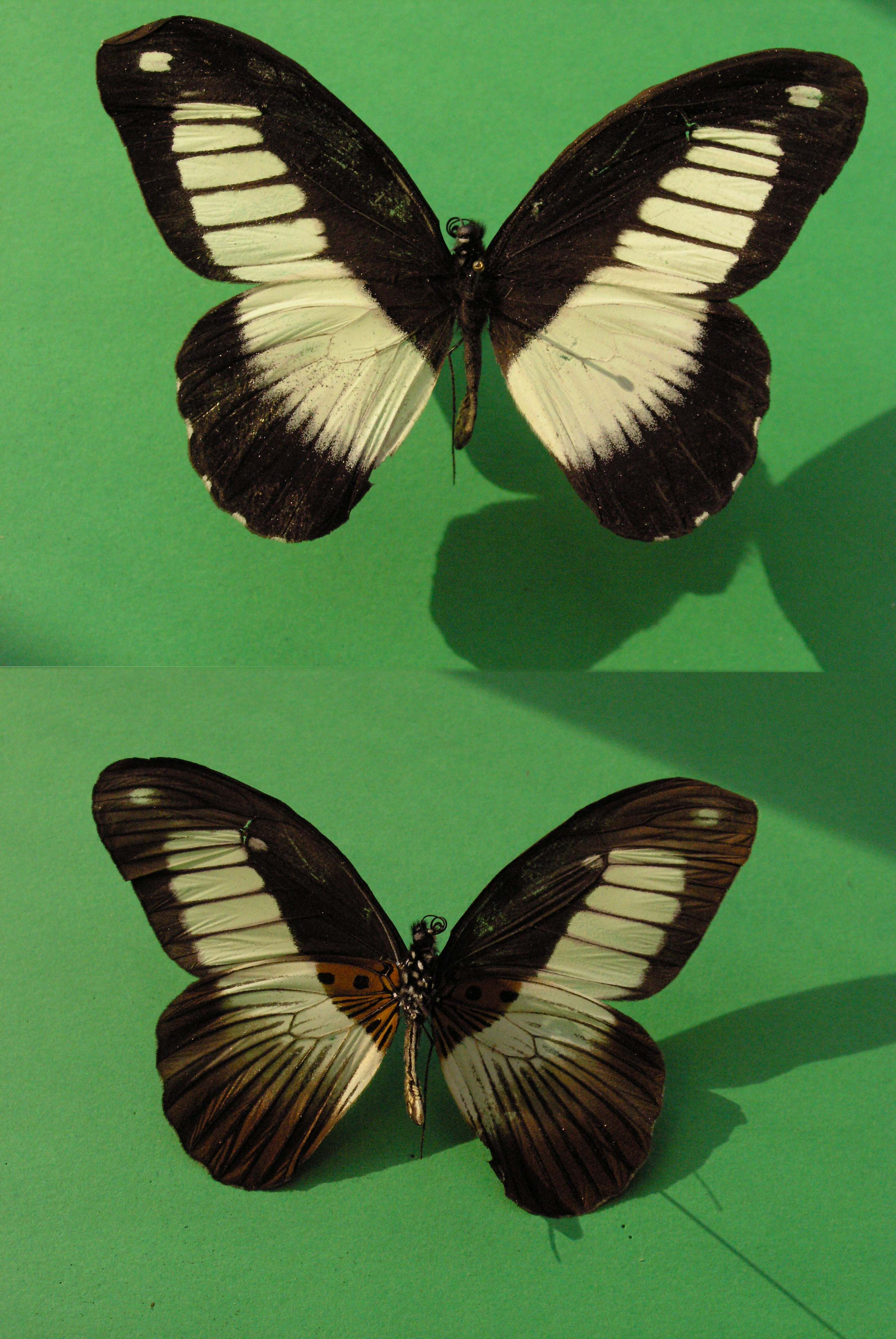
Papilio plagiatus (mâles, avers en haut et revers en bas)

## Écologie
L'écologie de cette espèce est mal connue. La plante hôte n'a pas été identifiée mais appartient probablement à la famille des Rutacées, comme chez les espèces proches. Les chenilles se nourrissent des feuilles de la plante-hôte et passent probablement par cinq stades avant de se changer en chrysalide. 
La chrysalide est attachée à son support par son crémaster et maintenue tête en haut par une ceinture de soie.
Les adultes volent lentement dans les sous-bois et les taillis. Ils se nourrissent du nectar des fleurs et les mâles boivent dans des flaques de boue.

## Habitat et répartition
Papilio plagiatus est un papillon afrotropical présent au Nigéria (est), au Cameroun, en République centrafricaine, en République démocratique du Congo (Mongala, Uele, Ituri), au Soudan (sud) et en Ouganda. L'espèce vit dans les forêts de plaine et de basse montagne.

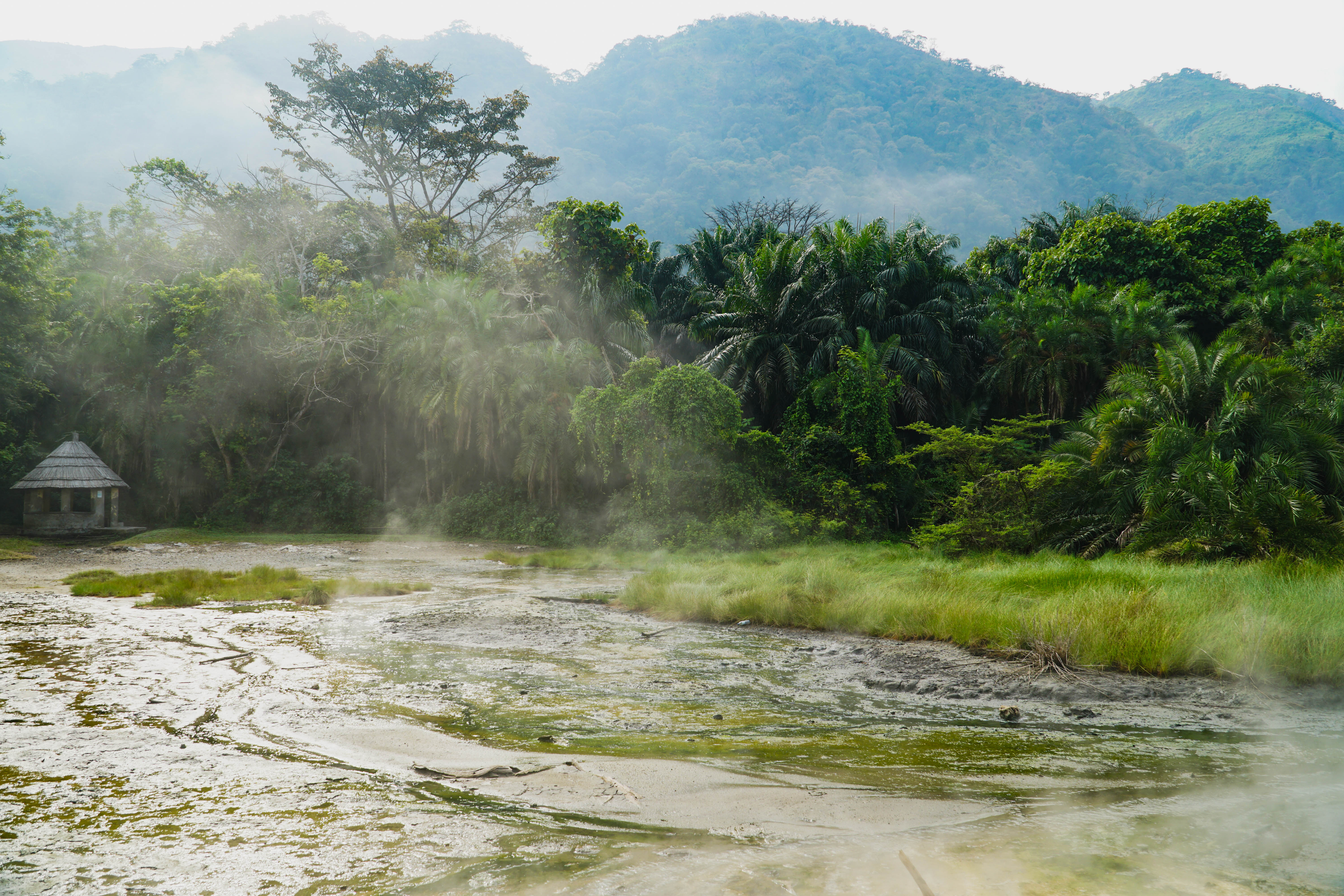
Forêt d'Ituri, République démocratique du Congo
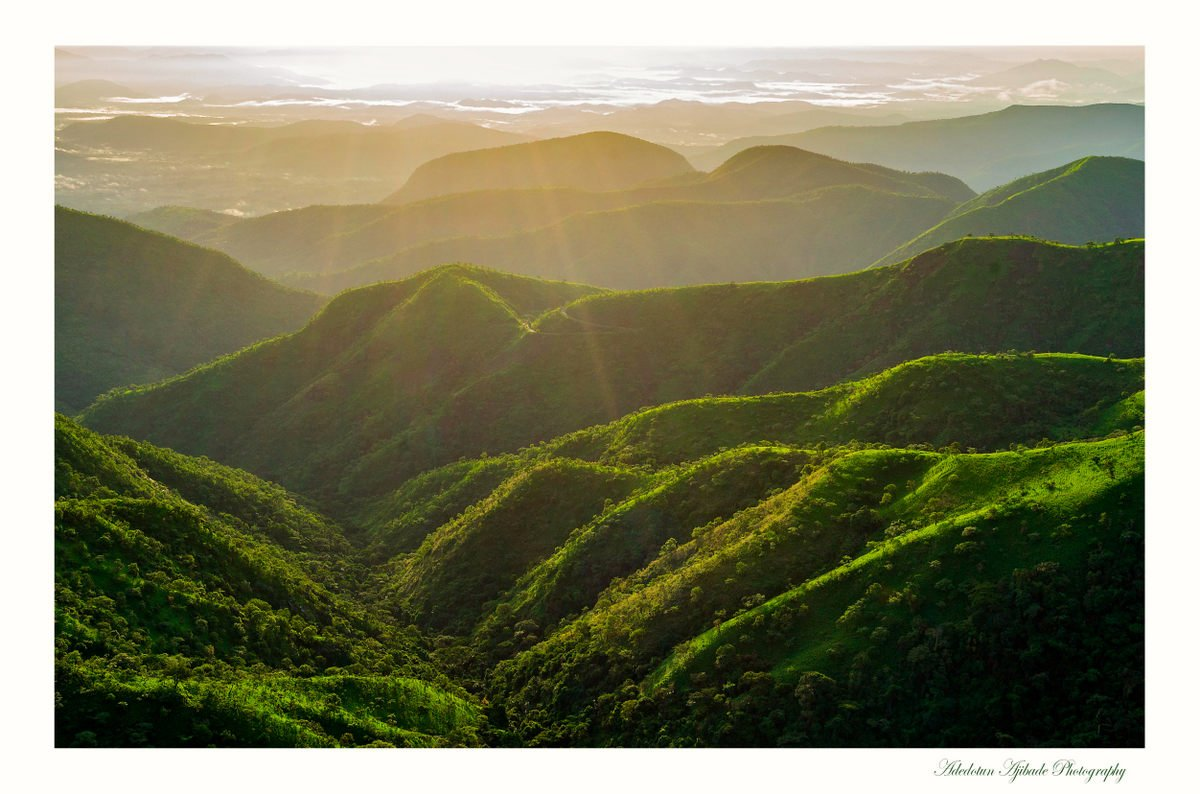
Plateau d'Obudu, Nigéria

## Systématique
L'espèce Papilio plagiatus a été décrite pour la première fois en 1898 par l'entomologiste Per Olof Christopher Aurivillius dans Entomologisk tidskrift, à partir de spécimens provenant de l'actuelle République démocratique du Congo.

## Papilio plagiatuset l'Homme

### Nom vernaculaire
Papilio plagiatus est appelé "Peculiar Sash" et "Mountain mimetic swallowtail" en anglais.

### Menaces et conservation
L'espèce n'est pas évaluée par l'UICN. L'espèce semble assez commune sur son aire de répartition.